# Гварана
Гварана или гуарана (лат. Paullinia cupana; порт. Guaraná, изговор: /gu̯a.ɾa.'na/ или /gu̯a.ɹa.'na/) је жбун или ниско дрво из породице Sapindaceae, које расте у шумама Венецуеле и северног Бразила. 

## Употреба
Семе ове биљке је потентан стимуланс централног нервног система, са термогеним и диуретским дејством. Због овог дејства, Гварани, народ Јужне Америке од давнина жваће семе као енергетски тоник. Назив биљке потиче од Тупи-Гварани речи wara'ná.
Од ове биљке прави се неколико безалкохолних пића, попут популарне Гуаране Књаз Милош.

## Галерија
- спрашена семена гваране
- стабло гваране